# 刘建勋
刘建勋（1913年—1983年4月23日），河北省沧县人，中华人民共和国政治人物。

## 生平
小时候读私塾，1927年考入沧州的直隶第二中学。1931年入党，后被学校开除，逃避到北京，改名刘建勋。在交河县徐官屯小学以教书为掩护，开展地下工作。
抗日战争期间，1937年11月任榆社县委书记、后任中共晋中特委副书记、1938年担任武乡中心县委书记等职。
第二次国共内战期间，任中共太行第三地委书记兼军分区政治委员、中共晋冀鲁豫中央局组织部干部科科长。
中华人民共和国成立后，任中共湖北省委副书记、第二书记（第一书记李先念）。中共中央中南局常委、秘书长兼农村工作部部长。1955年初调中共中央书记处第二办公室副主任、中共中央地区部副部长、中共中央农村工作部副部长。1957年6月，临危受命任中共广西省委第一书记兼省军区第一政治委员、广西壮族自治区党委第一书记兼广西军区政委。1960年信阳事件后，临危受命于1960年7月22日正式担任中共河南省委第一书记兼河南省军区第一政委，着手解决河南饥荒。邓小平代表中央对刘建勋上任谈话说：“建勋啊，你命苦，57年广西出了问题，饿死人，要你去。现在河南饿死人，又得你去。”刘建勋晚年在《自述》中回忆：“我到河南后，先抓救灾，保证中央给的钱、粮食确实让群众收到。我从新疆张仲翰那儿弄土豆，他是我的河北老乡，是献县人，和纪晓岚是一个村子的，当时是新疆建设兵团副司令员……”刘建勋要求全省铁路的大大小小火车站，对无钱购票的逃荒灾民，一律不得阻拦或扣留，统统给予放行。刘建勋树立了杨贵的红旗渠、焦裕禄的兰考除“三害”2个县委书记的典型，激励河南人民艰苦奋斗解决吃饭问题。1964年中央领导人点名批评江苏省委第一书记江渭清、河南的刘建勋等“社教运动决心不大和作风不民主”，刘建勋立即写出检讨信，并将自己的检讨信印发省委常委和各地委第一书记。四清运动使得刘建勋左右为难、寝食不安，导致肝炎复发，肝区疼痛难忍。
1966年，担任中共中央华北局书记处书记、北京市委常务书记，1967年7月底再回河南主政。1968年1月至1978年10月，任河南省革命委员会主任。1971年3月至1978年10月任中共河南省委第一书记。1978年10月，中共中央政治局决定调整河南省委领导班子。中央领导同志的指示是：“刘建勋同志在河南十七年，做了大量工作，有很大成绩。他是个很老的同志，不是‘四人帮’的人。但是，建勋同志在河南工作期间是有错误的……（中央）决定将刘建勋同志调离河南，治好病后另行分配工作。”
刘建勋身患晚期骨癌和严重肺心病。1982年年底，刘建勋留下遗嘱：“我死之后，请雪峰、润生、杨珏、鲁笳、友九、惠如、登奎、辛初、子厚、陈兰等几位老朋友替我向组织上讲一声，向熟人、朋友们讲一声。如果有机会，请一定替我说句话，我决不是XXX、YYY所说的那样，我是一个为共产主义奋斗了一生的共产党员”。1983年年初致信李先念，渴望一见，并再次表示“我回忆往事，相信自己决非XXX、YYY所说的那样，我是为共产主义奋斗了的共产党员！”刘建勋病重期间，习仲勋等代表中央曾两次前往探视。刘建勋的遗体告别仪式，时任国防部长秦基伟前往送别。病逝后，刘建勋的骨灰覆盖着中国共产党党旗，被安放在了八宝山革命公墓副一室。
2006年6月24日，经组织批准，同时也是根据刘建勋夫妇的遗愿，二人的部分骨灰合葬于太行革命根据地——河北省涉县的将军岭上。

## 家人
- 夫人陈舜英：其曾祖母的哥哥是林长民。其妹妹陈舜瑶的丈夫是宋平。
- 儿子刘立强
- 儿媳耿西林，为耿起昌的女儿。